# Alessandro di Georgia
Alessandro di Georgia, o Aleksandr Bakarovič Gruzinskij (in russo: Александр Бакарович Грузинский) (1726 – 1791), è stato un principe georgiano.

## Biografia
Alessandro era il figlio di Bakar, principe ereditario di Georgia, e di sua moglie, Ana Eristavi. Suo padre aveva seguito il padre, Vakhtang VI, il re di Kartli, in esilio in Russia, nel 1724. Alessandro nacque e crebbe in Russia. In Russia egli portava il cognome di Gruzinskij. 
Dopo aver completato gli studi presso l'Università di Mosca, intraprese la carriera militare arruolandosi nell'esercito russo, raggiungendo il grado di capitano.

## Matrimonio
Sposò la principessa Dar'ja Aleksandrovna Menšikova (1747-1817), nipote di Aleksandr Danilovič Menšikov. Ebbero cinque figli:
- Ivan;
- Giorgio (1762-1852);
- Alessandro (1763-1823);
- Anna (1763-1842), sposò in prime nozze Aleksandr Aleksandrovič Licyn e in seconde nozze Boris Andreevič Golicyn, ebbero otto figli;
- Daria (?-1796), sposò Pëtr Sergeevič Trubeckoj, ebbero quattro figli.

## Pretendente al trono georgiano
Dopo la morte del padre, Alessandro riaffermò le pretese della propria famiglia al trono perduto di Kartli, ora tenuto dai loro cugini dalla vicina Kakheti. Dacché si era schierato al fianco dello zar Pietro III di Russia, cadde in disgrazia presso la nuova imperatrice Caterina II di Russia. 
Nel 1766, il governo russo liberò Alessandro dal suo giuramento di fedeltà alla Russia, privandolo del suo rango militare e organizzò il suo viaggio verso il Caucaso. Ciò avvenne un anno e mezzo dopo che lo zio di Alessandro, il principe Paata, era stato giustiziato per aver complottato un colpo di stato contro il governo di Kakhetian Bagrationi.
Alessandro dapprima si recò a Shiraz per raccogliere il sostegno di Karim Khan per la sua causa, ma questi si rifiutò di aiutarlo. Egli trovò rifugio alla corte di Salomone I, re di Imereti, nella Georgia occidentale, nel 1779. Siccome i rapporti tra Salomone e il re Eraclio II di Kartli e Kakheti non erano sempre stati facili, Alessandro venne accolto. Da lì, entrò a Kartli e tentò un colpo di stato a Tbilisi. La rivolta fu prontamente soppressa e Alessandro, accompagnato dal principe Alessandro Amilakhvari, fuggì sulle montagne del Daghestan.

## Morte
Ansioso di eliminarlo, Eraclio chiese il suo arresto al governo russo. Nel 1783 la Georgia accettò di diventare un protettorato russo. Il principe fu deportato a Smolensk e mantenuto in isolamento fino alla sua morte nel 1791. Così, l'ultimo rivale di Eraclio II per il trono venne tolto di mezzo.